# Morant Bay
Morant Bay és una ciutat del sud-est de Jamaica i capital de la parròquia de St. Thomas, situada a uns 40 quilòmetres a l'est de Kingston, la capital. La ciutat té una població d'uns 11.000 habitants i la parròquia uns 90.000 habitants.
Durant el segle XIX, la parròquia era una zona de plantacions de canya de sucre, amb una majoria descendent d'esclaus negres després de l'abolició de l'esclavitud. La Rebel·lió de la Badia de Morant va començar l'11 d'octubre de 1865, amb una marxa de centenars de persones des dels camps fins al palau de justícia per protestar per les males condicions a la parròquia. Després que set homes fossin assassinats per milícies voluntàries, la gent va cremar el palau de justícia i altres edificis propers; un total de 25 persones van morir a banda i banda en aquest enfrontament.
Durant els dos dies següents, centenars de jamaicans van prendre el control de tota la parròquia. El governador va ordenar a les tropes arrestar i reprimir els revolucionaris; van matar a més de 400 persones i en van arrestar més de 300, en ambdós casos incloses moltes persones innocents. Molts dels arrestats van ser executats, assotats o condemnats a llargues penes. Aquesta va ser l'única revolta important (a diferència de les rebel·lions d'esclaus i els aixecaments obrers) de la història de Jamaica. El palau de justícia va ser reconstruït. Va romandre fins a l'any 2007, quan es va cremar. Les funcions judicials es van celebrar en altres instal·lacions abans que es va completar i obrir un nou palau judicial el 2014.